# Карпаты (мопед)
«Карпаты» (укр. Карпати) — мопед, (мокик) выпускавшийся на Львовском мотозаводе. 
В 1970 было начато производство серии  мопедов «Верховина», которые оказали существенное влияние на советскую мототехнику того времени. С весны 1981 года завод стал выпускать модель «Карпаты-1»; в 1986 году её сменила модифицированная модель «Карпаты-2». Мокики «Карпаты-2» и «Дельта» (Рижского мотозавода) были c аналогичными по конструкции моторами..

## Модели
Выпускались модели:
- «Карпаты» (ЛМЗ-2.160, ЛМЗ-2.160C, ЛМЗ-2.160-01) — двигатель Ш-58, S-62, S-62M или V-50[3][4].
- «Карпаты-2.1» (ЛМЗ-1985) — выгодное отличие данных «Карпат» были двигатели Д6 с одной передачей, выпущенные в очень ограниченных партиях. Основой для этой модели стал каркас от мопеда Дельта (ранний прототип).
- «Карпаты-2» (ЛМЗ-2.161) — отличался от модели «Карпаты» формой бака (отсутствуют круглые резинки на баке, пластмассовыми крышками на раме (до 1986 года маленькие крышки с цифрой «50») и задний квадратный фонарь. Устанавливались двигатели V-50 (позже V-50M) с ручным переключением передач или V-501 (позже V-501M) с ножным переключением передач.[3][5].

- «Карпаты-2 Люкс» (ЛМЗ-2.161Л, ЛМЗ-2.161Л-01) — на модель «Карпаты-2 Люкс» дополнительно устанавливали указатель поворота и усиленный багажник, рассчитанный на вес в 15 кг. На модель ЛМЗ-2.161Л-01 устанавливался двигатель V-50 или V-501 (позже V-50M или V-501M).[3][5].
- «Карпаты-2 Спорт» (ЛМЗ-2.161С, ЛМЗ-2.161С-01) — данной модели придали спортивный облик: выхлопная труба верхнего расположения с установленным на ней защитным кожухом (экраном), руль с дополнительной перемычкой (как у спортивных мотоциклов), изменена форма заднего багажника и крепления переднего крыла. Между задним фонарём и сиденьем была установлена ручка-бугель для удобства переноски мопеда. Машины окрашивались красный, оранжевый, зелёный, вишнёвый, бежевый цвета[6]. На модель ЛМЗ-2.161С устанавливался двигатель V-50 или V-501 (позже V-50M или V-501M)[3][5].
- «Карпаты-2 Кросс» (ЛМЗ-2.752) для детско-юношеских спортивных школ. Осветительные приборы отсутствовали. Был увеличен диаметр переднего колеса Р19, ходы подвесок, применена внедорожная резина, и предусмотрены таблички для стартовых номеров. в 1989 году было выпушено около 500шт. В розничную продажу не поступали. Устанавливались моторы V-501.

С 1984 года предполагался выпуск мопеда «Львов» (ЛМЗ-2.170) с двигателем M531/541 KG-40 производства немецкой компании Simson.
В XXI веке мопеды «Карпаты» демонстрируются в музеях советских ретроавтомобилей и в частных коллекциях.
Мопед «Карпаты» выпускался с 1981 года по 1997 год.
Отличия Карпат:
- Карпаты С 1981 по 1985 год передняя фара была металлическая чёрного цвета с хромированным ободком, крылья хромированные, боковые чёрные пластмассовые крышки на раме с оттиском 50, задний фонарь не квадратный, багажник хромированный. Карпаты первых выпусков 1981-1982 гг. имели закрытые задние амортизаторы, пружины не было видно. Двигатель Ш-58 ставился только в 1981 году. С 1981 по 1982 г. устанавливался мотор S-62. C 1982 по 1983 г. устанавливался мотор S-62M. С 1984г ставился V-50 с тонкими валами КПП. Цвета мопедов Карпаты: Зелёный, вишнёвый, кирпично-оранжевый, красный, голубой.
- Карпаты-2 С 1986 по 1997 год устанавливалась металлическая фара с хромированным ободком до 1987 г., с 1988—1990 гг. большая пластмассовая квадратная фара, с 1991-1997 гг. — маленькая  пластмассовая квадратная фара. Крылья хромированные до 1989 года, с 1989 по 1997 крылья красились в один цвет с рамой, боковые крышки массивные без надписей, задний фонарь квадратный, багажник был покрашен в цвет мопеда. Цвета мопедов Карпаты-2: Кирпично-оранжевый, вишнёвый, тёмно-красный, зелёный, жёлтый, голубой, чёрный.
- Недостатки мопеда выявленные после эксплуатации  Слабая рама особенно после выпуска с 1986 года. Рама лопалась по сварным швам, при повторной проварке лопалась рядом с новым швом. Места поломок рамы: отрывались кронштейны рамы под крепления головки цилиндра, крепление мотора, крепление рулевой колонки, крепление заднего крыла, крепление багажника. Качество используемого метала для рамы было плохим, а также сами сварочные швы самой рамы. Почти все рамы с завода были кривые, похоже что собирали без стапеля. Узел ведомой звезды заднего колеса был неудачным, было 3 разных версии и все работали плохо. Гнулась ось колеса, разрушался треугольник, звезда криво вращалась, рвалась цепь.
- Преимущества перед Латышской Дельтой Бензобак на 8 литров, хороший бардачок для инструмента под сидением, удобная посадка, для езды на длинные дистанции (ноги в коленях не устают).